# Denisiphantes
Denisiphantes is een geslacht van spinnen uit de familie hangmatspinnen (Linyphiidae).

## Soorten
De volgende soorten zijn bij het geslacht ingedeeld:
- Denisiphantes denisi (Schenkel, 1963)